# Giovanni Lodetti
Giovanni Carlo Lodetti (Caselle Lurani, 10 agosto 1942 – Milano, 22 settembre 2023) è stato un calciatore italiano, di ruolo centrocampista. Con la nazionale italiana si è laureato campione d'Europa nel 1968.

## Biografia
Nato a Caselle Lurani, comune all'epoca in provincia di Milano (oggi in provincia di Lodi), era figlio di un falegname e, prima di intraprendere la carriera sportiva, aveva iniziato a lavorare appena quattordicenne in un'azienda meccanica.
È morto a Milano dopo una lunga malattia il 22 settembre 2023 all'età di 81 anni.

## Carriera

### Giocatore

#### Club

Lodetti (a destra) e Marcello Lippi alla Sampdoria nella prima metà degli anni settanta

Dopo gli inizi nella squadra dell'oratorio del paese natio, all'età di quindici anni entrò nel settore giovanile del Milan, superando un provino dinanzi al tecnico Mario Malatesta. Già nel 1961 arrivò in prima squadra e, pur da comprimario, vinse il campionato nella stagione di esordio, l'ottavo per il club rossonero. Il 17 febbraio 1963 trova la sua prima rete in Serie A, nella gara contro il L.R. Vicenza.
Ben presto diventò titolare e con il Milan vinse la Coppa dei Campioni 1962-1963, la Coppa Italia 1966-1967, la Serie A 1967-1968, la Coppa delle Coppe 1967-1968, la Coppa dei Campioni 1968-1969 e la Coppa Intercontinentale 1969. In nove stagioni con i rossoneri disputò complessivamente 288 partite segnando 26 gol.
Nel 1970 fu ceduto a sorpresa dal Milan, dove fu sostituito da Romeo Benetti, e giocò nella Sampdoria fino al 1974; nell'estate del 1974 passò al Foggia, scendendo per la prima volta in carriera in Serie B. Dopo aver ottenuto la promozione in Serie A e aver cominciato la stagione 1976-1977 al Foggia, nell'ottobre 1976 passa al Novara in B, concludendo all'ultimo posto e retrocedendo in C. Alla fine della stagione 1977-1978 si ritirò dal calcio giocato.

#### Nazionale

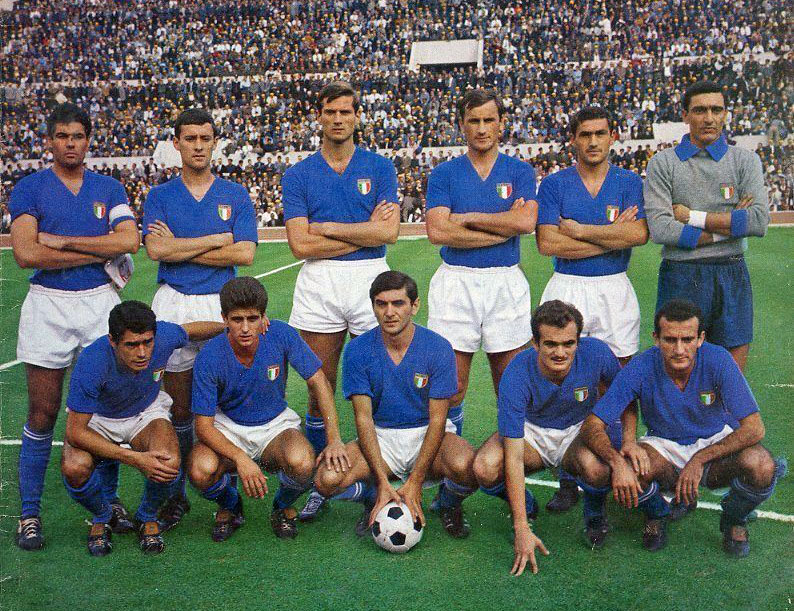
Lodetti (accosciato, primo da destra) in nazionale nel 1965

Conta 17 presenze nella nazionale italiana, con cui ha vinto il campionato d'Europa 1968 organizzato in Italia (scendendo in campo nella prima gara con la Jugoslavia). Segnò due reti, entrambe contro il Galles in un'amichevole del 1965.
Fu inizialmente convocato da Valcareggi per il campionato del mondo 1970 in Messico, venendo però "sacrificato" alla vigilia della partenza: l'infortunio del titolare Anastasi spinse infatti il CT a sostituirlo, ma questi convocò altri due attaccanti (Prati e Boninsegna) così da ritrovarsi con una rosa di 23 elementi, uno in più di quelli previsti dalla FIFA; Lodetti fu quindi escluso dalla lista, rifiutando poi la possibilità offertagli dalla federazione di rimanere oltreoceano in vacanza con la famiglia.

### Dopo il ritiro
Era opinionista nel programma Studio Milan su Milan Channel e nel programma Il Campionato dei Campioni su Odeon TV. Ha partecipato per diversi anni alle trasmissioni sportive di 7 Gold, interrompendo la collaborazione nel maggio 2012. Ha partecipato all'iniziativa "Il cuore sportivo di Milano", a cura di Maurizio Cucchi e Flaminio Gualdoni, nell'ambito della mostra-progetto Dialoghi di Milano 2018 dell'artista lombarda Marina Previtali.

## Statistiche

### Presenze e reti nei club
| Stagione         | Squadra          | Campionato       | Campionato | Campionato | Coppe nazionali | Coppe nazionali | Coppe nazionali | Coppe continentali | Coppe continentali | Coppe continentali | Altre coppe | Altre coppe | Altre coppe | Totale | Totale |
| Stagione         | Squadra          | Comp             | Pres       | Reti       | Comp            | Pres            | Reti            | Comp               | Pres               | Reti               | Comp        | Pres        | Reti        | Pres   | Reti   |
| ---------------- | ---------------- | ---------------- | ---------- | ---------- | --------------- | --------------- | --------------- | ------------------ | ------------------ | ------------------ | ----------- | ----------- | ----------- | ------ | ------ |
| 1961-1962        | Milan            | A                | 1          | 0          | CI              | 0               | 0               | CdF                | 0                  | 0                  | CA          | 6           | 3           | 7      | 3      |
| 1962-1963        | Milan            | A                | 10         | 1          | CI              | 1               | 0               | CC                 | 0                  | 0                  | CA          | 4           | 0           | 15     | 1      |
| 1963-1964        | Milan            | A                | 24         | 1          | CI              | 0               | 0               | CC                 | 2                  | 2                  | CInt        | 3           | 0           | 29     | 3      |
| 1964-1965        | Milan            | A                | 34         | 4          | CI              | 1               | 0               | CdF                | 1                  | 0                  | -           | -           | -           | 36     | 4      |
| 1965-1966        | Milan            | A                | 27         | 2          | CI              | 0               | 0               | CdF                | 5                  | 1                  | -           | -           | -           | 32     | 3      |
| 1966-1967        | Milan            | A                | 33         | 3          | CI              | 6               | 2               | -                  | -                  | -                  | CM+CdA      | 1+2         | 0           | 42     | 5      |
| 1967-1968        | Milan            | A                | 29         | 2          | CI              | 10              | 2               | CdC                | 10                 | 0                  | -           | -           | -           | 49     | 4      |
| 1968-1969        | Milan            | A                | 30         | 1          | CI              | 4               | 0               | CC                 | 7                  | 0                  | -           | -           | -           | 41     | 0      |
| 1969-1970        | Milan            | A                | 28         | 2          | CI              | 3               | 0               | CC                 | 4                  | 0                  | CInt        | 2           | 0           | 37     | 2      |
| Totale Milan     | Totale Milan     | Totale Milan     | 216        | 16         |                 | 25              | 4               |                    | 29                 | 3                  |             | 18          | 3           | 288    | 26     |
| 1970-1971        | Sampdoria        | A                | 30         | 0          | CI              | 3               | 0               | -                  | -                  | -                  | CAI+CdA     | 4+2         | 0           | 39     | 0      |
| 1971-1972        | Sampdoria        | A                | 30         | 0          | CI              | 4               | 0               | -                  | -                  | -                  | CAI         | 4           | 0           | 38     | 0      |
| 1972-1973        | Sampdoria        | A                | 30         | 0          | CI              | 4               | 0               | -                  | -                  | -                  | -           | -           | -           | 34     | 0      |
| 1973-1974        | Sampdoria        | A                | 27         | 0          | CI              | 4               | 0               | -                  | -                  | -                  | -           | -           | -           | 31     | 0      |
| Totale Sampdoria | Totale Sampdoria | Totale Sampdoria | 117        | 0          |                 | 15              | 0               |                    | -                  | -                  |             | 10          | 0           | 142    | 0      |
| 1974-1975        | Foggia           | B                | 25         | 1          | CI              | 0               | 0               | -                  | -                  | -                  | -           | -           | -           | 25     | 1      |
| 1975-1976        | Foggia           | B                | 34         | 0          | CI              | 4               | 0               | -                  | -                  | -                  | -           | -           | -           | 38     | 0      |
| lug.-ott. 1976   | Foggia           | A                | 2          | 0          | CI              | 4               | 0               | -                  | -                  | -                  | -           | -           | -           | 6      | 0      |
| Totale Foggia    | Totale Foggia    | Totale Foggia    | 61         | 1          |                 | 8               | 0               |                    | -                  | -                  |             | -           | -           | 69     | 1      |
| ott. 1976-1977   | Novara           | B                | 29         | 0          | CI              | 0               | 0               | -                  | -                  | -                  | -           | -           | -           | 29     | 0      |
| 1977-1978        | Novara           | C                | 9          | 0          | CI-S            | ?               | ?               | -                  | -                  | -                  | -           | -           | -           | 9+     | 0+     |
| Totale Novara    | Totale Novara    | Totale Novara    | 38         | 0          |                 | ?               | ?               |                    | -                  | -                  |             | -           | -           | 38+    | 0+     |
| Totale carriera  | Totale carriera  | Totale carriera  | 432        | 17         |                 | 48+             | 4+              |                    | 29                 | 3                  |             | 28          | 3           | 537+   | 27+    |

### Cronologia presenze e reti in nazionale
| Cronologia completa delle presenze e delle reti in nazionale ― Italia | Cronologia completa delle presenze e delle reti in nazionale ― Italia | Cronologia completa delle presenze e delle reti in nazionale ― Italia | Cronologia completa delle presenze e delle reti in nazionale ― Italia | Cronologia completa delle presenze e delle reti in nazionale ― Italia | Cronologia completa delle presenze e delle reti in nazionale ― Italia | Cronologia completa delle presenze e delle reti in nazionale ― Italia | Cronologia completa delle presenze e delle reti in nazionale ― Italia |
| Data                                                                  | Città                                                                 | In casa                                                               | Risultato                                                             | Ospiti                                                                | Competizione                                                          | Reti                                                                  | Note                                                                  |
| --------------------------------------------------------------------- | --------------------------------------------------------------------- | --------------------------------------------------------------------- | --------------------------------------------------------------------- | --------------------------------------------------------------------- | --------------------------------------------------------------------- | --------------------------------------------------------------------- | --------------------------------------------------------------------- |
| 10-5-1964                                                             | Losanna                                                               | Svizzera                                                              | 1 – 3                                                                 | Italia                                                                | Amichevole                                                            | -                                                                     |                                                                       |
| 4-11-1964                                                             | Genova                                                                | Italia                                                                | 6 – 1                                                                 | Finlandia                                                             | Qual. Mondiali 1966                                                   | -                                                                     |                                                                       |
| 5-12-1964                                                             | Bologna                                                               | Italia                                                                | 3 – 1                                                                 | Danimarca                                                             | Amichevole                                                            | -                                                                     | 46’                                                                   |
| 1-5-1965                                                              | Firenze                                                               | Italia                                                                | 4 – 1                                                                 | Galles                                                                | Amichevole                                                            | 2                                                                     |                                                                       |
| 16-6-1965                                                             | Malmö                                                                 | Svezia                                                                | 2 – 2                                                                 | Italia                                                                | Amichevole                                                            | -                                                                     |                                                                       |
| 23-6-1965                                                             | Helsinki                                                              | Finlandia                                                             | 0 – 2                                                                 | Italia                                                                | Qual. Mondiali 1966                                                   | -                                                                     |                                                                       |
| 27-6-1965                                                             | Budapest                                                              | Ungheria                                                              | 2 – 1                                                                 | Italia                                                                | Amichevole                                                            | -                                                                     | 46’                                                                   |
| 1-11-1965                                                             | Roma                                                                  | Italia                                                                | 6 – 1                                                                 | Polonia                                                               | Qual. Mondiali 1966                                                   | -                                                                     |                                                                       |
| 9-11-1965                                                             | Glasgow                                                               | Scozia                                                                | 1 – 0                                                                 | Italia                                                                | Qual. Mondiali 1966                                                   | -                                                                     |                                                                       |
| 7-12-1965                                                             | Napoli                                                                | Italia                                                                | 3 – 0                                                                 | Scozia                                                                | Qual. Mondiali 1966                                                   | -                                                                     |                                                                       |
| 19-3-1966                                                             | Parigi                                                                | Francia                                                               | 0 – 0                                                                 | Italia                                                                | Amichevole                                                            | -                                                                     | 46’                                                                   |
| 29-6-1966                                                             | Firenze                                                               | Italia                                                                | 5 – 0                                                                 | Messico                                                               | Amichevole                                                            | -                                                                     |                                                                       |
| 13-7-1966                                                             | Sunderland                                                            | Italia                                                                | 2 – 0                                                                 | Cile                                                                  | Mondiali 1966 - 1º turno                                              | -                                                                     |                                                                       |
| 16-7-1966                                                             | Sunderland                                                            | Unione Sovietica                                                      | 1 – 0                                                                 | Italia                                                                | Mondiali 1966 - 1º turno                                              | -                                                                     |                                                                       |
| 22-3-1967                                                             | Nicosia                                                               | Cipro                                                                 | 0 – 2                                                                 | Italia                                                                | Qual. Euro 1968                                                       | -                                                                     |                                                                       |
| 27-3-1967                                                             | Roma                                                                  | Italia                                                                | 1 – 1                                                                 | Portogallo                                                            | Amichevole                                                            | -                                                                     |                                                                       |
| 8-6-1968                                                              | Roma                                                                  | Italia                                                                | 1 – 1 dts                                                             | Jugoslavia                                                            | Euro 1968 - Finale                                                    | -                                                                     |                                                                       |
| Totale                                                                |                                                                       | Presenze                                                              | 17                                                                    |                                                                       | Reti                                                                  | 2                                                                     |                                                                       |

## Palmarès

### Club

#### Competizioni nazionali
- Campionato italiano: 2

Milan: 1961-1962, 1967-1968
- Coppa Italia: 1

Milan: 1966-1967

#### Competizioni internazionali
- Coppa dei Campioni: 2

Milan: 1962-1963, 1968-1969
- Coppa delle Coppe: 1

Milan: 1967-1968
- Coppa Intercontinentale: 1

Milan: 1969

### Nazionale
- Campionato d'Europa: 1

Italia 1968